# Grumăzești (gmina)
Grumăzești – gmina w Rumunii, w okręgu Neamț. Obejmuje miejscowości Curechiștea, Grumăzești, Netezi i Topolița. W 2011 roku liczyła 5182 mieszkańców.